# Anton Jeuniker
Anton Jeuniker (tudi Anton Jevnikar), zdravnik, * 29. januar 1771, Ljubljana, † 1837, Trst.
V Ljubljani je deloval od leta 1799 do 1817.
V Ljubljano je prišel okoli leta 1799 kot policijski zdravnik in postal 1803 okrožni fizik. Kot tak je energično podpiral delo prof. Kerna za vpeljavo vakcinacije (cepljenja). V obdobju Napoleonove Ilirske province je postal civilni zdravstveni referent, prisednik v »Conseil central de Santé« in ravnatelj civilne bolnišnice. Po vrnitvi dežele Kranjske v Avstrijsko cesarstvo je bil med glavnimi agitatorji, da se ne povrnejo usmiljeni bratje (Congragatio Caritatis Fraturm), in dosegel, da je ostala ljubljanska bolnišnica v civilni upravi. Že za časa Ilirskih provinc je poučeval interno medicino na ljubljanskem liceju in nadaljeval s poukom tudi pod avstrijsko upravo na kirurgični šoli do 1817. To leto je postal protomedik v Trstu. Anton Jeuniker se je zelo trudil, da zatre endemični sifilis v reškem Primorju; o tej bolezni je pisal tudi članke v Mediz. Jahrbücher des österr. Kaiserstaates.